# Kudajran (Aleppo)
Kudajran (arab. قديران) – wieś w Syrii, w muhafazie Aleppo. W 2004 roku liczyła 850 mieszkańców.